# レニー・ホワイト
レニー・ホワイト（Lenny White、1949年12月19日 - ）は、アメリカ・ニューヨーク市生まれのジャズドラマーでプロデューサー、コンポーザー、アレンジャー。主にフュージョンの分野で活躍。

## 略歴
地元のバンドでドラムを演奏し始め、1960年代後半よりジャッキー・マクリーンと共演する。1969年、マイルス・デイヴィスのアルバム、『ビッチェズ・ブリュー』に、19歳で参加した。
1973年にチック・コリアのリターン・トゥ・フォーエヴァーに加わるが、1976年にグループが分裂すると、アトランティック・レコードを経てNemperorレーベルと契約し、2枚のリーダー作を出す。
1978年にエレクトラ・レコードに移りアルバム『ベスト・オブ・フレンズ』を発表、1979年にリン・デイヴィスらとトゥエニイナインを結成する。
1987年に生まれ育った街クイーンズの仲間、マーカス・ミラーやバーナード・ライトらとジャマイカ・ボーイズを結成。同名のアルバム『ジャマイカ・ボーイズ』を発表した。1989年にジャマイカ・ボーイズの第2作『J-BOYS』を発表するが、以後の活動はない。
多くのミュージシャンとセッションし、フレディ・ハバードやジョー・ヘンダーソン、ウディ・ショウ、ガトー・バルビエリ、ギル・エヴァンス、スタンリー・クラーク、スタン・ゲッツ等と共演している。また日本人では、朱里エイコのバックも務め、シングルが発売された。

## ディスコグラフィ

### リーダー・アルバム
- 『エロスの遊星』 - Venusian Summer (1975年、Nemperor)
- 『ビッグ・シティ』 - Big City (1977年、Nemperor)
- 『ヘヴィー・メタル・ファンタジー』 - The Adventures of Astral Pirates (1978年、Elektra) ※旧邦題『アドヴェンチャーズ・オブ・アストラル・パイレーツ』
- 『ストリームライン』 - Streamline (1978年、Elektra)
- 『ベスト・オブ・フレンズ』 - Best of Friends (1979年、Elektra) ※with トゥエニイナイン
- 『トゥエニイナイン・ウィズ・レニー・ホワイト』 - Twennynine with Lenny White (1980年、Elektra)
- 『ジャスト・ライク・ドリーミン』 - Just Like Dreamin' (1981年、Elektra) ※with トゥエニイナイン
- 『アティテュード』 - Attitude (1983年、Wounded Bird)
- In Clinic (1983年、DCI)
- 『プレゼント・テンス』 - Present Tense (1995年、Hip Bop/Koch)
- 『レンドラーズ・オブ・スピリット』 - Renderers of Spirit (1996年、Hip Bop Essence)
- 『エッジ』 - Edge (1999年、Hip Bop Essence)
- 『ザ・レニー・ホワイト・コレクション』 - Collection (2002年、Hip Bop) ※コンピレーション
- 『ザ・ラヴ・ハズ・ネヴァー・ゴーン - トリビュート・トゥ・アース・ウィンド&ファイアー -』 - The Love Has Never Gone: Tribute to Earth, Wind & Fire (2004年、Trauma) ※ザ・レニー・ホワイト・プロジェクト名義
- Hancock Island (2008年、Chesky)
- 『アノマリー』 - Anomaly (2010年、Abstract Logix)